# Kenema
Kenema är en stad i östra Sierra Leone. Kenema är huvudstad i Eastern Province, och är med sina 200 000 invånare landets näst största stad. Staden är ett regionalt ekonomiskt och finansiellt centrum i östra delen av landet. Bland de större ekonomiska verksamheterna i staden märks handeln med diamanter. 

## Sport
Som i resten av landet är fotboll den mest populära sporten i Kenema. De två största fotbollsklubbarna, Kamboi Eagles och Gem Stars, spelar i landets högsta serie. 

## Utbildning
I staden finns universitetet Eastern Polytechnic. 

## Kända personer från Kenema
- Mohamed Kallon, fotboll